# Escola d'Enginyeria Agroalimentària i de Biosistemes de Barcelona
L'Escola d'Enginyeria Agroalimentària i de Biosistemes de Barcelona (EEABB), l'antiga ESAB –Escola Superior d'Agricultura de Barcelona–, és un centre universitari creat per acord de la Diputació l'11 de juliol de 1911, que inicià les classes a la tardor de 1912. Actualment és una de les escoles d'enginyeria de la Universitat Politècnica de Catalunya en la qual s'imparteixen estudis de grau i màster dins l'àmbit de l'enginyeria de biosistemes i agroalimentària.

## Estudis de grau
L'EEABB ofereix diverses titulacions oficials de grau pròpies i un grau privat en col·laboració amb la UB i la Fundació Alícia. Totes elles són de 240 ECTS i es poden cursar en quatre anys acadèmics de 60 ECTS per any. Cada titulació permet assolir un aspecte concret de l'Enginyeria de Biosistemes:

### Enginyeria de Ciències Agronòmiques (2018)
La titulació contempla dues Mencions, itineraris, en funció del grup d'assignatures optatives que s'escullin:
- Producció Agropecuària amb matèries de Producció animal i Producció agrícola.
- Hortofructicultura i Jardineria amb matèries de Tecnologia de la jardineria i paisatgisme i Producció hortícola.

### Enginyeria Agrícola
L'agricultura moderna, eficient i tecnològicament avançada basada en el respecte pel medi ambient i el benestar animal.

### Enginyeria Agroambiental i del Paisatge
La gestió mediambiental i paisatgística dels recursos naturals i dels espais verds per a un món millor.

### Enginyeria Alimentària
Indústria agroalimentària, transformació d'aliments i begudes, control i seguretat alimentària, probiòtics, aliments d'alt valor afegit, ...

### Enginyeria de Sistemes Biològics
Biotecnologia aplicada a la indústria agroalimentària i de bioprocessos, a la gestió de residus i al medi ambient.

### Ciències Culinàries i Gastronòmiques
Ciència i tecnologia aplicada a la gastronomia.

### Grau en Paisatgisme
L'objectiu és aprendre a planificar i dissenyar paisatges i espais lliures per a projectes (parcs i jardins, infraestructures verdes, espais exteriors..), i planificar-ne i controlar-ne la construcció, manteniment i rehabilitació.

## Estudis de màster
L'ESAB participa en diversos màsters universitaris en diversos àmbits:

### KET 4 Food+Bio
Tecnologies facilitadores (robòtica, nanotecnologia, fotònica,..) aplicada a la Indústria Alimentària i de Bioprocessos.

### Paisatgisme
Analitzar, planificar, projectar i gestionar els espais verds i el paisatge.

### Aqüicultura
L'aqüicultura estudiada des de tècniques multidisciplinàries, de direcció i de gestió de les indústries associades.

### Millora genètica
Desenvolupament de noves varietats amb mètodes d'hibridació i selecció i les noves biotecnologies

### Erasmus Mundus AFEPA
Màster Europeu per a l'Anàlisi de Polítiques Agràries, Alimentàries i Mediambientals.